# Popis vrsta roda Selaginella
Popis vrsta roda Selaginella
1. Selaginella aboriginalis C. Schulz & Homberg
2. Selaginella acanthonota Underw.
3. Selaginella acanthostachys Baker
4. Selaginella achotalensis Shelton & Caluff
5. Selaginella aculeatifolia Valdespino
6. Selaginella acutifolia (Stolze) Valdespino
7. Selaginella adunca A. Braun ex Hieron.
8. Selaginella aenea Warb.
9. Selaginella agioneuma Valdespino & C. López
10. Selaginella aitchisonii Hieron.
11. Selaginella alampeta M. Kessler & A. R. Sm.
12. Selaginella albociliata P. S. Wang
13. Selaginella albocincta Ching ex H. S. Kung
14. Selaginella albolineata A. R. Sm.
15. Selaginella alligans Hieron.
16. Selaginella alopecuroides Baker
17. Selaginella alstonii G. Heringer, Salino & Valdespino
18. Selaginella altheae Valdespino
19. Selaginella alutacea Spring
20. Selaginella amazonica Spring
21. Selaginella amblyphylla Alston
22. Selaginella anaclasta Alston ex Crabbe & Jermy
23. Selaginella anceps (C. Presl) C. Presl
24. Selaginella andrewsii Jermy & J. S. Holmes
25. Selaginella angustifolia Valdespino
26. Selaginella apoda (L.) Spring
27. Selaginella apoensis Hieron.
28. Selaginella applanata A. Braun
29. Selaginella arbuscula (Kaulf.) Spring
30. Selaginella arbusculoides J. W. Moore
31. Selaginella arenaria Baker
32. Selaginella arenicola Underw.
33. Selaginella argentea (Wall. ex Hook. & Grev.) Spring
34. Selaginella aristata Spring
35. Selaginella arizonica Maxon
36. Selaginella armata Baker
37. Selaginella arrecta A. R. Sm.
38. Selaginella arsenei Weath.
39. Selaginella arsiclada Valdespino
40. Selaginella arthritica Alston
41. Selaginella articulata (Kunze) Spring
42. Selaginella asperula Mart. ex Spring
43. Selaginella asplundii Alston ex Crabbe & Jermy
44. Selaginella asprella Maxon
45. Selaginella atimonanensis B. C. Tan & Jenny
46. Selaginella atirrensis Hieron.
47. Selaginella auquieri Bizzarri
48. Selaginella auriculata Spring
49. Selaginella australiensis Baker
50. Selaginella axillifolia Alderw.
51. Selaginella ayitiensis Valdespino
52. Selaginella bahiensis Spring
53. Selaginella balansae (A. Braun) Hieron.
54. Selaginella balfourii Baker
55. Selaginella bamleri Hieron.
56. Selaginella banksii Alston
57. Selaginella barnebyana Valdespino
58. Selaginella basipilosa Valdespino
59. Selaginella beccariana Baker
60. Selaginella behrmanniana Hieron.
61. Selaginella beitelii A. R. Sm.
62. Selaginella bemarahensis Stefanovic & Rakotondr.
63. Selaginella bernoullii Hieron.
64. Selaginella bifida Delmail
65. Selaginella biformis A. Braun ex Kuhn
66. Selaginella bigelovii Underw.
67. Selaginella birarensis Kuhn
68. Selaginella bisulcata Spring
69. Selaginella blepharodella Valdespino
70. Selaginella blepharophylla Alston
71. Selaginella bluuensis Alderw.
72. Selaginella bodinieri Hieron. ex Christ
73. Selaginella bombycina Spring
74. Selaginella boninensis Baker
75. Selaginella boomii Valdespino
76. Selaginella borealis (Kaulf.) Spring
77. Selaginella boschai Hieron.
78. Selaginella bracei O. C. Schmidt
79. Selaginella brachyblepharis Alderw.
80. Selaginella braunii Baker
81. Selaginella breedlovei Valdespino
82. Selaginella brevifolia Baker
83. Selaginella brevipes A. Braun
84. Selaginella breweriana A. R. Sm.
85. Selaginella breynii Spring
86. Selaginella breynioides Baker
87. Selaginella brigitteana Valdespino
88. Selaginella brisbanensis F. M. Bailey
89. Selaginella brooksii Hieron.
90. Selaginella bryophila M. Kessler & A. R. Sm.
91. Selaginella bryopteris (L.) Baker
92. Selaginella buchholzii Hieron.
93. Selaginella buergersiana Hieron.
94. Selaginella burbidgei Baker
95. Selaginella burkei Hieron.
96. Selaginella cabrerensis Hieron.
97. Selaginella caffrorum (Milde) Hieron.
98. Selaginella calceolata Jermy & J. M. Rankin
99. Selaginella calcicola Hieron.
100. Selaginella calostachya (Hook. & Grev.) Alston
101. Selaginella calosticha Spring
102. Selaginella caluffii Shelton
103. Selaginella canaliculata (L.) Spring
104. Selaginella cardiophylla Valdespino
105. Selaginella carinata R. M. Tryon
106. Selaginella carioi Hieron.
107. Selaginella carnea Alderw.
108. Selaginella carnerosana T. Reeves
109. Selaginella cataphracta (Willd.) Spring
110. Selaginella cataractarum Alston
111. Selaginella cathedrifolia Spring
112. Selaginella caudata Desv. ex Spring
113. Selaginella cavernaria Caluff & Shelton
114. Selaginella cavifolia A. Braun
115. Selaginella cesatii Hieron.
116. Selaginella chaetoloma Alston
117. Selaginella chaii Jermy
118. Selaginella cheiromorpha Alston
119. Selaginella chevalieri Hieron. ex Bonap.
120. Selaginella chiapensis A. R. Sm.
121. Selaginella chionoloma Alston ex Crabbe & Jermy
122. Selaginella chrysocaulos (Hook. & Grev.) Spring
123. Selaginella chrysoleuca Spring
124. Selaginella chrysorrhizos Spring
125. Selaginella chuweimingii X. M. Zhou, Z. R. He, Liang Zhang & Li Bing Zhang
126. Selaginella ciliaris (Retz.) Spring
127. Selaginella cinerascens A. A. Eaton
128. Selaginella coarctata Mart. ex Spring
129. Selaginella cochleata (Hook. & Grev.) Spring
130. Selaginella commutata Alderw.
131. Selaginella concinna (Sw.) Spring
132. Selaginella conduplicata Spring
133. Selaginella conferta T. Moore
134. Selaginella confusa Spring
135. Selaginella congoensis Alston
136. Selaginella contigua Baker
137. Selaginella convoluta (Arn.) Spring
138. Selaginella coonooriana R. D. Dixit
139. Selaginella corallina (Riddell) Wilbur & Whitson
140. Selaginella cordifolia (Desv. ex Poir.) Spring
141. Selaginella coriaceifolia X. M. Zhou, N. T. Lu & Li Bing Zhang
142. Selaginella correae Valdespino
143. Selaginella corrugis Mickel & Beitel
144. Selaginella crassipes Spring
145. Selaginella crinita Valdespino
146. Selaginella cristalensis Shelton & Caluff
147. Selaginella cruciformis Alston ex Crabbe & Jermy
148. Selaginella culverwellii N. R. Crouch
149. Selaginella cumingiana Spring
150. Selaginella cuneata Mickel & Beitel
151. Selaginella cuprea Ridl.
152. Selaginella cupressina (Willd.) Spring
153. Selaginella curtisii Ridl.
154. Selaginella cyclophylla A. R. Sm.
155. Selaginella dahlii Hieron.
156. Selaginella daozhenensis Li Bing Zhang, Q. W. Sun & Jun H. Zhao
157. Selaginella darmandvillei Alderw.
158. Selaginella dasyloma Alston
159. Selaginella davidii Franch.
160. Selaginella decipiens Warb.
161. Selaginella decomposita Spring
162. Selaginella decurrens Hieron.
163. Selaginella deflexa Brack.
164. Selaginella delicatissima Linden
165. Selaginella delicatula (Desv. ex Poir.) Alston
166. Selaginella dendricola Jenman
167. Selaginella densa Rydb.
168. Selaginella densifolia Spruce ex Hook.
169. Selaginella denticulata (L.) Spring
170. Selaginella denudata (Willd.) Spring
171. Selaginella devolii H. M. Chang, P. F. Lu & W. L. Chiou
172. Selaginella dianzhongensis X. C. Zhang
173. Selaginella dielsii Hieron.
174. Selaginella diffusa (C. Presl) Spring
175. Selaginella digitata Spring
176. Selaginella distachya Cordem.
177. Selaginella distans Warb.
178. Selaginella doederleinii Hieron.
179. Selaginella dolichoclada Alston
180. Selaginella dorsicola Hosok.
181. Selaginella dosediae Gilli
182. Selaginella douglasii (Hook. & Grev.) Spring
183. Selaginella dregei (C. Presl) Hieron.
184. Selaginella drepanophylla Alston
185. Selaginella eatonii Hieron. ex Small
186. Selaginella echinata Baker
187. Selaginella eclipes W. R. Buck
188. Selaginella ecuadoriana Gilli
189. Selaginella effusa Alston
190. Selaginella elegantissima Warb.
191. Selaginella elmeri Hieron.
192. Selaginella engleri Hieron.
193. Selaginella epipubens Caluff & Shelton
194. Selaginella epirrhizos Spring
195. Selaginella erectifolia Spring
196. Selaginella eremophila Maxon
197. Selaginella erythropus (Mart.) Spring
198. Selaginella eschscholzii Hieron.
199. Selaginella estrellensis Hieron.
200. Selaginella eublepharis A. Braun ex Hieron.
201. Selaginella euclimax Alston ex Crabbe & Jermy
202. Selaginella eurynota A. Braun
203. Selaginella exaltata (Kunze) Spring
204. Selaginella exasperata Warb.
205. Selaginella exilis J. W. Moore
206. Selaginella expansa Sodiro
207. Selaginella extensa Underw.
208. Selaginella falcata (P. Beauv.) Spring
209. Selaginella fenixii Hieron.
210. Selaginella filicaulis Sodiro
211. Selaginella finitima Mickel & Beitel
212. Selaginella finium Alderw.
213. Selaginella firmula A. Braun ex Kuhn
214. Selaginella firmuloides Warb.
215. Selaginella fissidentoides (Hook. & Grev.) Spring
216. Selaginella flabellata (L.) Spring
217. Selaginella flabellum (Desv.) Spring
218. Selaginella flacca Alston
219. Selaginella flagellata (L.) Spring
220. Selaginella flexuosa Spring
221. Selaginella fragilis A. Braun
222. Selaginella fragillima Silveira
223. Selaginella frondosa Warb.
224. Selaginella fruticulosa (Bory) Spring
225. Selaginella fuertesii Hieron.
226. Selaginella fulcrata (Buch.-Ham. ex D. Don) Spring
227. Selaginella fulvicaulis Hieron.
228. Selaginella furcillifolia Hieron.
229. Selaginella ganguliana R. D. Dixit
230. Selaginella gastrophylla Warb.
231. Selaginella gaudichaudiana Spring
232. Selaginella geniculata (C. Presl) Spring
233. Selaginella germinans Valdespino & C. López
234. Selaginella gigantea Steyerm. & A. R. Sm.
235. Selaginella gioiae Valdespino
236. Selaginella glossophylla Alston
237. Selaginella goudotiana Spring
238. Selaginella grabowskyi Warb.
239. Selaginella gracilis T. Moore
240. Selaginella gracillima (Kunze) Spring ex Salomon
241. Selaginella grallipes Alston
242. Selaginella grandis T. Moore
243. Selaginella griffithii Spring
244. Selaginella grisea Alston
245. Selaginella guatemalensis Baker
246. Selaginella guihaia X. C. Zhang
247. Selaginella gynostachya Valdespino
248. Selaginella gypsophila A. R. Sm. & T. Reeves
249. Selaginella haematodes (Kunze) Spring
250. Selaginella haenkeana Spring
251. Selaginella hainanensis X. C. Zhang & Noot.
252. Selaginella hallieri Alderw.
253. Selaginella hansenii Hieron.
254. Selaginella harrisii Underw. & Hieron.
255. Selaginella hartii Hieron.
256. Selaginella hartwegiana Spring
257. Selaginella helferi Warb.
258. Selaginella helicoclada Alston
259. Selaginella hellwigii Hieron.
260. Selaginella helvetica (L.) Spring
261. Selaginella hemicardia Valdespino
262. Selaginella heterodonta (Desv. ex Poir.) Hieron.
263. Selaginella heterostachys Baker
264. Selaginella hewittii Hieron.
265. Selaginella hieronymiana Alderw.
266. Selaginella hildebrandtii A. Braun ex Kuhn
267. Selaginella hindsii Hieron.
268. Selaginella hirsuta Alston ex Crabbe & Jermy
269. Selaginella hirtifolia Valdespino
270. Selaginella hispida (Willd.) A. Braun ex Urb.
271. Selaginella hochreutineri Hieron.
272. Selaginella hoffmannii Hieron.
273. Selaginella hollrungii Hieron.
274. Selaginella homaliae A. Braun
275. Selaginella hordeiformis Baker
276. Selaginella horizontalis (C. Presl) Spring
277. Selaginella hosei Hieron.
278. Selaginella huehuetenangensis Hieron.
279. Selaginella humboldtiana A. Braun
280. Selaginella hyalogramma Valdespino
281. Selaginella idiospora Alston
282. Selaginella illecebrosa Alston
283. Selaginella imbricans A. R. Sm.
284. Selaginella inaequalifolia (Hook. & Grev.) Spring
285. Selaginella indica R. M. Tryon
286. Selaginella ingens Alston
287. Selaginella integrifolia Alderw.
288. Selaginella intermedia (Blume) Spring
289. Selaginella intertexta Spring
290. Selaginella involvens (Sw.) Spring
291. Selaginella iridescens X. C. Zhang & Y. R. Wang
292. Selaginella ivanii Shelton & Caluff
293. Selaginella jacquemontii Spring
294. Selaginella jagorii Warb.
295. Selaginella jiulongensis (H. S. Kung, Li Bing Zhang & X. S. Guo) M. H. Zhang & X. C. Zhang
296. Selaginella jungermannioides (Gaudich.) Spring
297. Selaginella kaernbachii Hieron.
298. Selaginella kalbreyeri Baker
299. Selaginella kanehirae Alston
300. Selaginella karimatae Alderw.
301. Selaginella karowtipuensis Valdespino
302. Selaginella kerstingii Hieron.
303. Selaginella ketra-ayam Alderw.
304. Selaginella kittyae Alderw.
305. Selaginella kivuensis Bizzarri
306. Selaginella kochii Hieron.
307. Selaginella kouytcheensis H. Lév.
308. Selaginella kraussiana (Kunze) A. Braun
309. Selaginella kriegeriana L. A. Góes
310. Selaginella krugii Hieron.
311. Selaginella kunzeana A. Braun
312. Selaginella kurzii Baker
313. Selaginella kusaiensis Hosok.
314. Selaginella labordei Hieron. ex Christ
315. Selaginella lacerata Warb.
316. Selaginella lanceolata Warb.
317. Selaginella landii Greenm. & N. Pfeiff.
318. Selaginella latifolia (Hook. & Grev.) Spring
319. Selaginella latifrons Warb.
320. Selaginella latupana Alderw.
321. Selaginella lauterbachii Hieron.
322. Selaginella laxa Spring
323. Selaginella laxifolia Baker ex Krug apud Urb.
324. Selaginella laxistrobila K. H. Shing
325. Selaginella lebongtandaiana Alderw.
326. Selaginella lechleri Hieron.
327. Selaginella ledermanni Hieron.
328. Selaginella leonardii O. C. Schmidt
329. Selaginella leoneensis Hieron.
330. Selaginella lepida Hieron.
331. Selaginella lepidophylla (Hook. & Grev.) Spring
332. Selaginella leptophylla Baker
333. Selaginella leucobryoides Maxon
334. Selaginella leucoloma Alston
335. Selaginella leveriana Alston
336. Selaginella lewalleana Bizzarri
337. Selaginella limbata Alston
338. Selaginella lindenii Spring
339. Selaginella lindhardtii Hieron.
340. Selaginella lineariformis Jermy
341. Selaginella lineolata Mickel & Beitel
342. Selaginella lingulata Spring
343. Selaginella llanosii Hieron.
344. Selaginella lobbii Veitch ex A. Braun
345. Selaginella longiaristata Hieron.
346. Selaginella longiciliata Hieron.
347. Selaginella longipes Alderw.
348. Selaginella longipinna Warb.
349. Selaginella longirostris Alderw.
350. Selaginella longissima Baker
351. Selaginella lonko-batu Hieron. & Alderw.
352. Selaginella loriai Hieron.
353. Selaginella ludoviciana A. Braun
354. Selaginella lutchuensis Koidz.
355. Selaginella luzonensis Hieron.
356. Selaginella lyallii (Hook. & Grev.) Spring
357. Selaginella lychnuchus Spring ex Klotzsch
358. Selaginella macilenta Baker
359. Selaginella macrathera Weath.
360. Selaginella macroblepharis Warb.
361. Selaginella macrostachya (Spring) Spring
362. Selaginella magnafornensis Valdespino & C. López
363. Selaginella magnifica Warb.
364. Selaginella mairei H. Lév.
365. Selaginella mannii Baker
366. Selaginella marahuacae A. R. Sm.
367. Selaginella marginata (Humb. & Bonpl. ex Willd.) Spring
368. Selaginella marinii Stefanovic & Rakotondr.
369. Selaginella marosensis Alderw.
370. Selaginella martensii Spring
371. Selaginella matsuensis C. M. Kuo
372. Selaginella maxima Alderw.
373. Selaginella mayeri Hieron.
374. Selaginella mazaruniensis Jenman
375. Selaginella megalura Hieron.
376. Selaginella megaphylla Baker
377. Selaginella megastachya Baker
378. Selaginella melanesica Kuhn
379. Selaginella mendoncae Hieron.
380. Selaginella menziesii (Hook. & Grev.) Spring
381. Selaginella meridensis Alston
382. Selaginella mickelii Valdespino
383. Selaginella microdendron Baker
384. Selaginella microdonta A. C. Sm.
385. Selaginella microphylla (Kunth) Spring
386. Selaginella microtus A. Braun
387. Selaginella miniatospora (Dalzell) Baker
388. Selaginella minima Spring
389. Selaginella minutifolia Spring
390. Selaginella mittenii Baker
391. Selaginella mixteca Mickel & Beitel
392. Selaginella moellendorffii Hieron.
393. Selaginella molleri Hieron.
394. Selaginella molliceps Spring
395. Selaginella mollis A. Braun
396. Selaginella monodii Alston
397. Selaginella monospora Spring
398. Selaginella monticola Valdespino
399. Selaginella moraniana Valdespino & C. López
400. Selaginella moratii W. Hagemann & Rauh
401. Selaginella morgani Zeiller
402. Selaginella moritziana Spring ex Klotzsch
403. Selaginella mortoniana Crabbe & Jermy
404. Selaginella mosorongensis Hieron.
405. Selaginella moszkowskii Hieron.
406. Selaginella mucronata G. Heringer, Salino & Valdespino
407. Selaginella mucugensis Valdespino
408. Selaginella muelleri Baker
409. Selaginella muscosa Spring
410. Selaginella mutica D. C. Eaton ex Underw.
411. Selaginella myosuroides (Kaulf.) Spring
412. Selaginella myosurus (Sw.) Alston
413. Selaginella myriostachya Valdespino, C. López & Góes-Neto
414. Selaginella nana (Desv.) Spring
415. Selaginella nanophylla Valdespino, C. López & Góes-Neto
416. Selaginella nanuzae Valdespino
417. Selaginella neblinae A. R. Sm.
418. Selaginella neei Hieron.
419. Selaginella negrosensis Hieron.
420. Selaginella neocaledonica Baker
421. Selaginella neospringiana Valdespino
422. Selaginella nipponica Franch. & Sav.
423. Selaginella nivea Alston
424. Selaginella njamnjamensis Hieron.
425. Selaginella nothohybrida Valdespino
426. Selaginella novae-guineae Hieron.
427. Selaginella novae-hollandiae (Sw.) Spring
428. Selaginella novoleonensis Hieron.
429. Selaginella nubigena J. P. Roux
430. Selaginella nummularia Warb.
431. Selaginella nummularifolia Ching
432. Selaginella oaxacana Spring
433. Selaginella obtusa (P. Beauv.) Spring
434. Selaginella opaca Warb.
435. Selaginella orbiculifolia Shelton & Caluff
436. Selaginella oregana D. C. Eaton
437. Selaginella orizabensis Hieron.
438. Selaginella ornata (Hook & Grev.) Spring
439. Selaginella ornithopodioides (L.) Spring
440. Selaginella osaensis A. Rojas
441. Selaginella ostenfeldii Hieron.
442. Selaginella ovifolia Baker
443. Selaginella oviformis Alderw.
444. Selaginella padangensis Hieron.
445. Selaginella palauensis Hosok.
446. Selaginella pallescens (C. Presl) Spring
447. Selaginella pallida (Hook. & Grev.) Spring
448. Selaginella pallidissima Spring
449. Selaginella palmiformis Alston ex Crabbe & Jermy
450. Selaginella palu-palu F. M. Bailey
451. Selaginella papillosa Valdespino
452. Selaginella parishii Underw.
453. Selaginella parkeri (Hook. & Grev.) Spring
454. Selaginella parviarticulata W. R. Buck
455. Selaginella parvifolia Alderw.
456. Selaginella paxii Hieron.
457. Selaginella pedata Klotzsch
458. Selaginella pellucidopunctata Valdespino
459. Selaginella pennata (D. Don) Spring
460. Selaginella pentagona Spring
461. Selaginella permutata Hieron.
462. Selaginella perottetii Spring
463. Selaginella perpusilla Baker
464. Selaginella peruviana (Milde) Hieron.
465. Selaginella pervillei Spring
466. Selaginella petelotii Alston
467. Selaginella phanotricha Baker
468. Selaginella phiara Valdespino, C. López & Góes-Neto
469. Selaginella philippina Spring
470. Selaginella philipsonii (Jermy & J. M. Rankin) Valdespino
471. Selaginella phillipsina (Hieron.) Alston
472. Selaginella picta (Griff.) A. Braun ex Baker
473. Selaginella pilifera A. Braun
474. Selaginella pilosula Alderw.
475. Selaginella plagiochila Baker
476. Selaginella plana (Desv. ex Poir.) Hieron.
477. Selaginella plumieri Hieron.
478. Selaginella plumosa (L.) C. Presl
479. Selaginella poeppigiana (Spring) Spring
480. Selaginella polita Ridl.
481. Selaginella polymorpha Badré
482. Selaginella polyptera Valdespino
483. Selaginella polystachya (Warb.) Hieron.
484. Selaginella popayanensis Hieron.
485. Selaginella poperangensis Hieron. ex Rech.
486. Selaginella porelloides (Lam.) Spring
487. Selaginella porphyrospora A. Braun
488. Selaginella posewitzii Hieron.
489. Selaginella potaroensis Jenman
490. Selaginella praestans Alston
491. Selaginella praetermissa Alston
492. Selaginella prasina Baker
493. Selaginella presliana Spring
494. Selaginella pricei B. C. Tan & Jermy
495. Selaginella procera Alston
496. Selaginella producta Baker
497. Selaginella prolifera Valdespino
498. Selaginella proniflora (Lam.) Baker
499. Selaginella propinqua Alderw.
500. Selaginella prostrata (H. S. Kung) Li Bing Zhang
501. Selaginella protensa Alston
502. Selaginella proxima R. M. Tryon
503. Selaginella pruskiana Valdespino
504. Selaginella pseudonipponica Tagawa
505. Selaginella pseudopaleifera Hand.-Mazz.
506. Selaginella pseudovolkensii Hosok.
507. Selaginella psittacorrhyncha Valdespino
508. Selaginella pubens A. R. Sm.
509. Selaginella puberulipes Alderw.
510. Selaginella pubescens (Wall. ex Hook. & Grev.) Spring
511. Selaginella pubimarginata Valdespino
512. Selaginella pulcherrima Liebm. ex E. Fourn.
513. Selaginella pulvinata (Hook. & Grev.) Maxim.
514. Selaginella pygmaea (Kaulf.) Alston
515. Selaginella qingchengshanensis Li Bing Zhang & X. M. Zhou
516. Selaginella quadrifaria Alston
517. Selaginella quadrivenulosa Alderw.
518. Selaginella radiata (Aubl.) Spring
519. Selaginella radicata (Hook. & Grev.) Spring
520. Selaginella raiateensis J. W. Moore
521. Selaginella ramosii Hieron.
522. Selaginella ramosissima Baker
523. Selaginella rasoloheryi Rakotondr.
524. Selaginella raynaliana Tardieu
525. Selaginella rechingeri Hieron. ex Rech.
526. Selaginella reflexa Underw.
527. Selaginella reineckei Hieron.
528. Selaginella remotifolia Spring
529. Selaginella repanda (Desv. & Poir.) Spring
530. Selaginella reticulata (Hook. & Grev.) Spring
531. Selaginella revoluta Baker
532. Selaginella rhodostachya Baker
533. Selaginella ribae Valdespino
534. Selaginella ridleyi Baker
535. Selaginella rivalis Ridl.
536. Selaginella robinsonii Alderw.
537. Selaginella rodriguesiana Baker
538. Selaginella roesickeana Hieron.
539. Selaginella rolandi-principis Alston
540. Selaginella roraimensis Baker
541. Selaginella rosea Alston
542. Selaginella rossii (Baker) Warb.
543. Selaginella rostrata Valdespino
544. Selaginella rothertii Alderw.
545. Selaginella rotundifolia Spring
546. Selaginella roxburghii (Hook. & Grev.) Spring
547. Selaginella royenii Alston
548. Selaginella rugulosa Ces.
549. Selaginella rupestris (L.) Spring
550. Selaginella rupincola Underw.
551. Selaginella rzedowskii Lorea-Hem.
552. Selaginella sajanensis Stepanov & Sonnikova
553. Selaginella sakuraii H. Miller
554. Selaginella salazariae Valdespino
555. Selaginella salinoi L. A. Góes & G. Heringer
556. Selaginella saltuicola Valdespino
557. Selaginella sambasensis Hieron.
558. Selaginella sambiranensis Stefanov. & Rakotondr.
559. Selaginella sandvicensis Baker
560. Selaginella sandwithii Alston
561. Selaginella sanguinolenta (L.) Spring
562. Selaginella sarawakensis Hieron.
563. Selaginella sartorii Hieron.
564. Selaginella scabrida Ridl.
565. Selaginella scabrifolia Ching & Chu H. Wang
566. Selaginella scalariformis A. C. Sm.
567. Selaginella schaffneri Hieron.
568. Selaginella schatteburgiana Hieron.
569. Selaginella schefferi Hieron.
570. Selaginella schiedeana A. Braun
571. Selaginella schizobasis Baker
572. Selaginella schlechteri Hieron.
573. Selaginella schultesii Alston ex Crabbe & Jermy
574. Selaginella schumannii Hieron.
575. Selaginella sechellarum Baker
576. Selaginella seemannii Baker
577. Selaginella selaginoides (L.) Schrank & C. F. P. Mart.
578. Selaginella selangorensis Bedd. ex Ridl.
579. Selaginella sellowii Hieron.
580. Selaginella sematophylla Valdespino, G. Heringer & Salino
581. Selaginella semicordata (Wall. ex Hook. & Grev.) Spring
582. Selaginella sepikensis Hieron.
583. Selaginella sericea A. Braun
584. Selaginella serpens (Desv. ex Poir.) Spring
585. Selaginella serratosquarrosa Quansah
586. Selaginella serrulata (Desv.) Spring
587. Selaginella sertata Spring
588. Selaginella sespillifolia Brownlie
589. Selaginella setchellii O. C. Schmidt
590. Selaginella shabaensis Bizzarri
591. Selaginella shakotanensis (Franch. ex Takeda) Miyabe & Kudô
592. Selaginella shensiensis Christ
593. Selaginella siamensis Hieron.
594. Selaginella sibirica (Milde) Hieron.
595. Selaginella silvestris Aspl.
596. Selaginella simplex Baker
597. Selaginella simpokakensis Hieron.
598. Selaginella sinensis (Desv.) Spring
599. Selaginella singalanensis Hieron.
600. Selaginella sinuosa (Desv.) Alston
601. Selaginella smithiorum Valdespino
602. Selaginella sobolifera A. R. Sm.
603. Selaginella societatis J. W. Moore
604. Selaginella solomonii Valdespino
605. Selaginella sonneratii Hieron.
606. Selaginella soyauxii Hieron.
607. Selaginella spanielema Alston
608. Selaginella sparsifolia (Desv.) Badré
609. Selaginella speciosa A. Braun
610. Selaginella squamulosa Valdespino
611. Selaginella squarrosa Baker
612. Selaginella stauntoniana Spring
613. Selaginella stellata Spring
614. Selaginella stenophylla A. Braun
615. Selaginella steyermarkii Alston
616. Selaginella stipulata (Blume) Spring
617. Selaginella stolleana Hieron.
618. Selaginella stomatoloma Valdespino
619. Selaginella striata Caluff & Shelton
620. Selaginella strigosa Bedd.
621. Selaginella strobiformis Warb.
622. Selaginella suavis (Spring) Spring
623. Selaginella subalpina Alderw.
624. Selaginella subcalcarata Alderw.
625. Selaginella subcordata A. Braun ex Kuhn
626. Selaginella subdiaphana (Wall. ex Hook. & Grev.) Spring
627. Selaginella subisophylla Jermy
628. Selaginella subrugosa Mickel & Beitel
629. Selaginella subserpentina Alderw.
630. Selaginella subspinulosa Spring
631. Selaginella subsplendens C. Presl
632. Selaginella substipitata Spring
633. Selaginella subtrisulcata Alderw.
634. Selaginella subvaginata X. C. Zhang & Shalimov
635. Selaginella suffruticosa Alderw.
636. Selaginella sulcata (Desv. ex Poir.) Spring ex Mart.
637. Selaginella sungemagneana Alderw.
638. Selaginella surucucusensis L. A. Goés & E. L. M. Assis
639. Selaginella tamamontana Seriz.
640. Selaginella tamariscina (P. Beauv.) Spring
641. Selaginella tanyclada Alston ex Crabbe & Jermy
642. Selaginella tarda Mickel & Beitel
643. Selaginella taylorii Valdespino
644. Selaginella temehaniensis J. W. Moore
645. Selaginella tenella (P. Beauv.) Spring
646. Selaginella tenera (Hook. & Grev.) Spring
647. Selaginella tenerrima A. Braun ex Kuhn
648. Selaginella tenuifolia Spring
649. Selaginella tenuissima Fée
650. Selaginella tereticaulis (Desv.) Spring
651. Selaginella terezoana Bautista
652. Selaginella thomensis Alston
653. Selaginella thurnwaldiana Hieron.
654. Selaginella thysanophylla A. R. Sm.
655. Selaginella tomentosa Spring
656. Selaginella torricelliana Alderw.
657. Selaginella tortipila A. Braun
658. Selaginella trachyphylla A. Braun
659. Selaginella trichoclada Alston
660. Selaginella trichophylla K. H. Shing
661. Selaginella trisulcata Aspl.
662. Selaginella truncata H. Karst. ex A. Braun
663. Selaginella trygonoides Valdespino
664. Selaginella tuberculata Spruce ex Baker
665. Selaginella tuberosa Mc Alpin & Lellinger
666. Selaginella tyleri A. C. Sm.
667. Selaginella tylophora Alderw.
668. Selaginella uliginosa (Labill.) Spring
669. Selaginella umbrosa Lem. ex Hieron.
670. Selaginella uncinata (Desv. ex Poir.) Spring
671. Selaginella undata Shelton & Caluff
672. Selaginella underwoodii Hieron.
673. Selaginella unilateralis Spring
674. Selaginella urquiolae Caluff & Shelton
675. Selaginella usterii Hieron.
676. Selaginella utahensis Flowers
677. Selaginella vaginata Spring
678. Selaginella valdepilosa Baker
679. Selaginella valida Alston
680. Selaginella vanderystii Bizzarri
681. Selaginella vardei H. Lév.
682. Selaginella velutina Ces.
683. Selaginella ventricosa Valdespino & C. López
684. Selaginella vernicosa Baker
685. Selaginella versatilis A. R. Sm.
686. Selaginella versicolor Spring
687. Selaginella vestiens Baker
688. Selaginella vestita Alderw.
689. Selaginella victoriae J. W. Moore
690. Selaginella vieillardii Warb.
691. Selaginella viridangula Spring
692. Selaginella viridissima Weath.
693. Selaginella viridula (Bory) Spring
694. Selaginella viticulosa Klotzsch
695. Selaginella vogelii Spring
696. Selaginella volkensii Hieron.
697. Selaginella volubilis Alston
698. Selaginella vonroemeri Alderw.
699. Selaginella wahauensis Hieron.
700. Selaginella wallacei Hieron.
701. Selaginella wallichii (Hook. & Grev.) Spring
702. Selaginella wangpeishanii Li Bing Zhang, H. He & Q. W. Sun
703. Selaginella wariensis Hieron.
704. Selaginella watsonii Underw.
705. Selaginella wattii Baker
706. Selaginella weatherbiana R. M. Tryon
707. Selaginella weinlandii Hieron.
708. Selaginella whitmeei Baker
709. Selaginella wightii Hieron.
710. Selaginella willdenowii (Desv.) Baker
711. Selaginella wolffii Sodiro
712. Selaginella wrightii Hieron.
713. Selaginella wurdackii Alston
714. Selaginella xanthoneura Valdespino
715. Selaginella xipholepis Baker
716. Selaginella xiphophylla Baker
717. Selaginella yemensis (Sw.) Spring ex Decne.
718. Selaginella yunckeri Alston
719. Selaginella zahnii Hieron.
720. Selaginella zartmanii Valdespino, C. López & A. M. Sierra
721. Selaginella zechii Hieron.
722. Selaginella zollingeriana Spring
723. Selaginella ×dualis Caluff & Shelton
724. Selaginella ×neomexicana Maxon